# Пърсън (окръг, Северна Каролина)
Окръг Пърсън (на английски: Person County) е окръг в щата Северна Каролина, Съединени американски щати. Площта му е 1046 km², а населението – 39 284 души (2016). Административен център е град Роксбъро.